# Kathrin Hammes
Kathrin Hammes (Keulen, 9 januari 1989) is een Duitse wielrenster. Zij is actief op de weg en op de baan. Ze reed achtereenvolgens voor de ploegen Team Tibco, Trek-Drops, Ceratizit-WNT en vanaf 2022 voor EF Education-TIBCO-SVB.
Hammes won in 2014 de zevende etappe van de Tour de l'Ardèche. Ze won het bergklassement van de Ronde van Thüringen in 2018 een jaar later won ze in die zelfde wedstrijd het eindklassement.

## Palmares

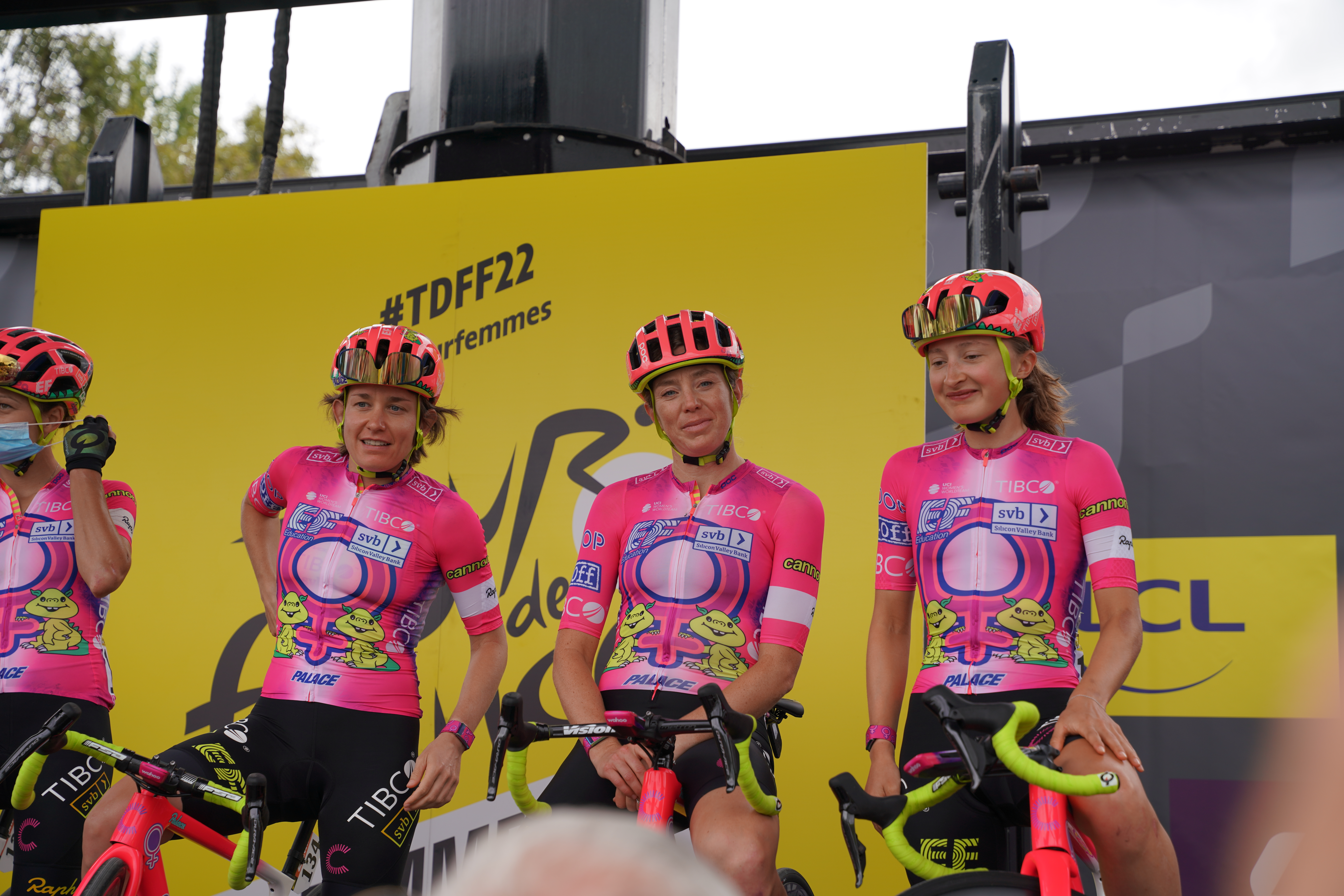
Kathrin Hammes (l) op het startpodium van de Tour de France Femmes 2022.

### Wegwielrennen
2014
7e etappe Tour de l'Ardèche
2018
Bergklassement Ronde van Thüringen
2019
Eindklassement Ronde van Thüringen
2021
Bergklassement Ronde van Thüringen

### Baanwielrennen
2012
 Duits kampioenschap ploegenachtervolging

## Ploegen
- 2015 –  Team Tibco
- 2016 –  Team Tibco
- 2017 –  Team Tibco
- 2018 –  Trek-Drops
- 2019 –  WNT-Rotor
- 2020 –  Ceratizit-WNT
- 2021 –  Ceratizit-WNT
- 2022 –  EF Education-TIBCO-SVB
- 2023 –  EF Education-TIBCO-SVB

- Gemeinsame Normdatei: 1099130166
- Virtual International Authority File: 16146285466915372244
- WorldCat: E39PBJpVbgdQyK9kyPYf49f8YP

Albrecht · Bruderer · Buss · Drexel · Fischer · Hammes · Myers · Park · Ryan · Stephens · Tetrick · Walle
Buurman · Christian · Hammes · Holden · Lloyd · Park · Parkinson · Payton · Shaw · Simpson · Van Twisk · Weaver · Wiles
Asencio · Badegruber · Brauße (vanaf 1/7) · Brennauer · Ensing · Hammes · Koppenburg · Koster · Magnaldi · Pilote-Fortin · Rijkes · Santesteban · Soet · Teutenberg · Vieceli · Wild
Asencio · Brauße · Brennauer · Confalonieri · Hammes · Koster · Leth · Magnaldi · Rijkes · Santesteban · Soet · Teutenberg · Vieceli · Wild
Asencio · Banks · Brauße · Brennauer · Confalonieri · Hammes · Henttala · Lach · Leth · Magnaldi · Rijkes · Teutenberg · Vieceli · Wild
Bäckstedt (vanaf 1/8) · Banks · Borghesi · Erath · Doebel-Hickok · Ewers · Hammes · Honsinger · Langley · Newsom · Poidevin · Shapira · Smith · Stephens · Vallieres
Bäckstedt (tot 31/8) · Banks · Beuling (vanaf 20/4) · Borghesi · Doebel-Hickok · Ewers · Hammes · Honsinger · Jackson · Langley · Poidevin · Shapira · Smith · Stephens · Vallieres · Williams